# Eric Koston
Eric Koston (Bangkok, Tailandia; 29 de abril de 1975) es un skater de estilo callejero (street).

## Vida de Eric Koston
El padre de Eric Koston, Enric Koston, estaba en las Fuerzas Aéreas cuando él y la madre de Eric se encontraron. Wanida, la madre de Eric, era de Tailandia. Eric nació en Bangkok, y se mudó a los Estados Unidos a los 9 meses de vida. Sus padres se divorciaron cuando él tenía 5 años, y Eric creció en San Bernardino, California.

## Carrera
Eric Koston se convirtió en skater profesional en 1991 cuando entró a formar parte del  equipo H-Street. Ahí tuvo que estar en la ciudad de San Diego durante seis meses, ya que después se muda a Los Ángeles 1992 porque Natas Kaupas le da un contrato en 101 team donde amplía su habilidad de skate, aparte de sacar tomas muy preciadas que nadie había visto. Tuvo algunos problemas con el grind crooked, ya que todos pensaban que él era el que había inventado el truco.
En 1993 Rick Howard y Mike Carroll le preguntaron si quería unirse al equipo Girl. Aceptó y se convirtió en uno de los skaters más influyentes de esa compañía, además de crear sus propios trucos como el Fandangle; que consiste en grindar con el truck delantero de la tabla apoyándose de un solo pie, también creó el frontside 180. Apareció en muchas de las revistas grandes y en diversas versiones del famoso juego Tony Hawk's Pro Skater. Fue considerado como el mejor skater en 1996 por la revista Thrasher Magazine.
En 1996 fundó la compañía de ropa skate 4 Star.
Ha aparecido en varios videos de Skateboarding muy famosos como el video Fully Flared de la marca Lakai (2007), y H Street's 'Next Generation' (1992).
Eric con Steve Berra son los dueños del skatepark The berrics donde se realizan competiciones ente skaters profesionales y que también es una de las páginas web más visitadas relacionadas con el skateboarding mundial. Actualmente Eric rompió lazos con la compañía de zapatillas Lakai para irse a Nike donde recientemente lanzó su modelo de zapatilla. Después de que Ruben Henry le costara su historia en el skateboarding tras el campeonato en " Paco Alba Street" Que perdió 5-3.

## Historia en torneos
- 1º en 2013 Paco Alba Street
- 1º en 2003 X Games: street
- 1º en 2003 X Games: Global Championship
- 1º en 2003 Gravity Games
- 1º en 2002 X Games: street
- 1º en 2002 Gravity Games: street
- 1º en 2002 Tampa Pro
- 1º en 2001 Gravity Games: street
- 1º en 2001 Slam City Jam: street
- 1º en 2000 Gravity Games: street
- 1º en 1996 Tampa Pro
- 1º en 1995 PSL: woodfest
- 1º en 2007 X games: Xuxos

## Apariciones en videojuegos
- Tony Hawk's Pro Skater 2
- Tony Hawk's Pro Skater 3
- Tony Hawk's Pro Skater 4
- Tony Hawk's Underground
- Tony Hawk's Underground 2
- Tony Hawk's Pro Skater HD
- Skate it
- Skate 2
- Skate 3

## Estilo
Es Goofy (al patinar, suele llevar la pierna derecha adelante y la izquierda en la parte de atrás de la tabla)